# Ann S. Stephens

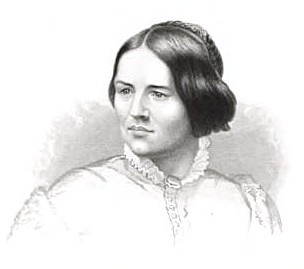
Ann S. Stephens (1852)

Ann Sophia Winterbotham Stephens (* 30. März 1810 in Humphreysville, Connecticut als Ann Sophia Winterbotham; † 20. August 1886 in Newport, Rhode Island) war eine US-amerikanische Schriftstellerin und Zeitungsherausgeberin.

## Leben
Ann S. Wintherbotham wurde 1810 in Humphreysville, dem heutigen Seymour, im Bundesstaat Connecticut als Tochter eines Wollhändlers geboren. Da ihre Mutter kurz nach der Geburt starb, wurde sie weitgehend von der zweiten Ehefrau ihres Vaters großgezogen; auch der Diplomat, Schriftsteller und Unternehmer David Humphreys spielte bis zu seinem Tod 1818 eine gewisse Rolle in ihrer Erziehung. Humphreys war nicht nur der Namensgeber ihrer Geburtsstadt, sondern auch Eigentümer jener Wollfabrik, mit der ihr Vater als Kaufmann assoziiert war. 1831 heiratete sie den Kaufmann Edward Stephens und zog mit ihm nach Portland, wo ihr Ehemann bald begann, ins Zeitungsgewerbe einzusteigen. Für sein Portland Magazine begann Stephens Beiträge zu verfassen und als Herausgeberin zu arbeiten. Parallel gab sie das lokalgeschichtliche Portland Sketch Book (1836) heraus.
Im Jahr 1837 zog das Ehepaar Stephens nach New York City, wo Stephens wieder im Zeitungsgewerbe tätig wurde: Für diverse Magazine und Zeitungen verfasste sie Artikel und Geschichten, die oftmals als Feuilletonromane veröffentlicht wurden; zudem war sie Mitherausgeberin des Ladies’ Companion und von George Rex Grahams Graham’s Magazine. Von 1854 bis 1856 war sie Herausgeberin von Frank Leslies Frank Leslie’s Ladies Gazette of Fashion, bevor sie mit ihrem Ehemann als Verleger mit Mrs. Stephens’ Illustrated New Monthly im Jahr 1856 eine eigene Zeitung aufbaute, die nach zwei Jahren in Charles J. Petersons Peterson’s Magazine aufging. Seitdem verband sie mit Peterson eine enge berufliche Kooperation und sie veröffentlichte in seinem Magazin in den nächsten Jahrzehnten diverse Serienromane. Viele dieser und früherer Werke wurden anschließend von Petersons Bruder T. B. Peterson in dessen Verlag in Philadelphia in Buchform veröffentlicht. Eine zweite Kooperation verband sie dem Verlag Irwin P. Beadle, der 1860 seine renommierte Heftroman-Serie mit Stephens’ Malaeska begann; die Geschichte über eine Indianerin war über zwanzig Jahre zuvor als Serienroman im Ladies’ Companion erschienen, erlebte nun aber eine Wiederentdeckung und erfuhr zahllose Auflagen. Beadle veröffentlichte in den folgenden Jahren weitere Geschichten Stephens’ als Heftromane.
Bereits zu Lebzeiten Stephens erschienen mehrere Gesamtausgaben von Stephens’ Romanen, die über zehn Bände umfassten. Daneben verfasste sie unter dem Pseudonym Jonathan Slick kurze Humoresken, die ihr Ehemann 1843 gesammelt unter dem Titel High Life in New York publizierte. In New York war sie Teil der literarischen und politischen Hochgesellschaft; zu ihrem Freundeskreis zählten unter anderem Mirabeau B. Lamar und US-Präsident James Buchanan. Eine enge Freundschaft verband sie auch mit der Journalistin Jane Cazneau, die Stephens nach ihrem Tod 1878 als Erbin einsetzte. Ann S. Stephens verstarb im Sommer 1886 im Alter von 76 Jahren in Newport, Rhode Island, während eines Besuches bei Charles Peterson. Ihr Ehemann war bereits 1862 verstorben.

## Veröffentlichungen
Romane
- Fashion and Famine. T. B. Peterson, Philadelphia 1854.
- The Old Homestead. T. B. Peterson, Philadelphia 1855.
- Mary Derwent. T. B. Peterson, Philadelphia 1858.
- Malaeska: The Indian Wife of the White Hunter. Irwin P. Beadle, New York 1860.
- Myra, the Child of Adoption: A Romance of Real Life. Irwin P. Beadle, New York 1860.
- Sybil Chase; or, The Valley Ranche: A Tale of California Life. Irwin P. Beadle, New York 1861.
- Esther: A Story of the Oregon Trail. Irwin P. Beadle, New York 1862.
- Ahmo’s Plot; or, The Governor’s Indian Child. Irwin P. Beadle, New York 1863.
- Mahaska, the Indian Princess. Irwin P. Beadle, New York 1863.
- The Rejected Wife. T. B. Peterson, Philadelphia 1863.
- The Indian Queen. Irwin P. Beadle, New York 1864.
- The Wife’s Secret, T. B. Peterson, Philadelphia 1864.
- Mabel’s Mistake. T. B. Peterson, Philadelphia 1868.
- The Curse of Gold. T. B. Peterson, Philadelphia 1869.
- Married in Haste. T. B. Peterson, Philadelphia 1870.
- A Noble Woman. T. B. Peterson, Philadelphia 1871.
- The Reigning Belle. T. B. Peterson, Philadelphia 1872.
- Lord Hope’s Choice. T. B. Peterson, Philadelphia 1873.
- Bertha’s Engagement. T. B. Peterson, Philadelphia 1875.

Humoresken
- als Jonathan Slick: High Life in New York. Edward Stephens, New York 1843.

Herausgeberschaften
- The Portland Sketch Book. Colman & Chisholm, Portland 1836.